# Auf Ehrenwort
Auf Ehrenwort (Original: Uncertain Glory) ist ein Kriegs- und Anti-Nazi-Propagandafilm aus dem Jahre 1944. Hauptdarsteller im Film, inszeniert von Raoul Walsh, ist Errol Flynn.

## Handlung
Der Film spielt im von der Wehrmacht besetzten Vichy-Frankreich. Jean Picard ist ein zum Tod durch die Guillotine verurteilter Raubmörder. Unmittelbar vor der Hinrichtung wird das Gefängnis versehentlich bei einem alliierten Bombenangriff getroffen und Picard entkommt.
Der bekannte Polizeiinspektor Marcel Bonet nimmt die Verfolgung auf und kann Picard bald wieder einfangen. Auf der Rückreise zum Gefängnis kommen sie in ein Dorf, in dem kurz zuvor Saboteure eine Brücke gesprengt haben. Die deutsche Besatzungsmacht hat hundert Männer aus dem Dorf als Geiseln genommen und droht mit ihrer Erschießung in fünf Tagen, falls sich der oder die Saboteure nicht stellen.
Picard schlägt dem Inspektor vor, er würde sich als Attentäter ausgeben und so die Menschen aus dem Dorf retten. Ihm wäre es angenehmer, durch ein Erschießungskommando als durch die Guillotine zu sterben. Bonet lehnt zuerst ab, da er Picard nicht traut und vermutet, er wolle nur Zeit schinden. Außerdem hat er Angst, dass der Schwindel auffliegt und er selbst ins Gefängnis kommt. Die Gestapo wäre es gewohnt, dass sich Märtyrer mit falschen Geständnissen melden und würde bei Verhören sehr genau nachhaken.
Nach einigem Zögern lässt sich Bonet doch darauf ein. Damit die Gestapo in dem angeblichen Attentäter nicht sofort den gesuchten Verbrecher und als patriotischen Saboteur unglaubwürdigen Picard erkennt, meldet Bonet an sein Hauptquartier, er hätte Picard auf der Flucht erschossen. Die Leiche wäre in einen Fluss gefallen und noch nicht gefunden. Picard schlägt vor, sich nach einem Bekannten zu nennen, der ihm äußerlich ähnlich sieht: Emil DuPont. Der wäre inzwischen zurück in seine Heimat, der Karibikinsel Martinique, und die falsche Identität von der Gestapo in den Kriegswirren nicht zu entlarven.
Picard überredet den immer noch misstrauischen Bonet, die restliche Zeit bis zum Ablauf des Gestapo-Ultimatums nutzen zu können und freundet sich mit einer jungen Frau aus dem Dorf an. Da die Dorfbewohner in ihrer Not einen Sündenbock brauchen und Bonet und Picard als Saboteure denunzieren, um ihre Angehörigen zu retten, erhalten die beiden Besuch von der örtlichen Polizei, die mit der Gestapo zusammenarbeitet.
Plötzlich selbst als Saboteur verdächtigt, offenbart Bonet seine Identität als berühmter Polizist und gibt Picard als seinen Mitarbeiter aus. Die Polizei zeigt Bonet einen Verdächtigen, den sie kurz zuvor geschnappt hat. Auch den gibt der Inspektor als seinen Mitarbeiter in geheimer Mission aus, obwohl es sich um einen britischen Offizier handelt, der tatsächlich am Anschlag beteiligt war. Bonets guter Ruf genügt der örtlichen Polizei als Nachweis und sie lässt den Offizier laufen. Vom Offizier erhalten Bonet und Picard genaue Informationen über den Anschlagsverlauf.
Bonet erkrankt und kann Picard nicht mehr überwachen. Der will mit seiner Freundin fliehen, doch er überlegt es sich anders und stellt sich im letzten Moment der Gestapo. Dort glaubt man ihm zunächst nicht, weil bereits mehrere andere versucht haben, sich der Tat zu bekennen, aber die Deutschen nicht täuschen konnten. Doch Picard schafft es, die Gestapo mit Hilfe der Anschlagskenntnisse des britischen Offiziers zu überzeugen. Er wird verhaftet und rettet so die Dorfbewohner.

## Kritiken
Der Filmdienst schreibt: „Eine Paraderolle für Errol Flynn in einem Agentendrama ohne tiefere Glaubwürdigkeit.“